# Стрілянина у Бакинській академії
Стрілянина в азербайджанській державній нафтовій академії — масове вбивство в Баку 30 квітня 2009. З невідомої причини двадцятивосьмирічний Фарда Ґадіров (азерб. Fərda Qədirov) відкрив стрілянину з пістолета. Загинуло 12 осіб, ще 13 було поранено. Після прибуття поліції злочинець застрелився.

## Історія
30 квітня 2009 в академію увійшов незнайомий чоловік. Він відразу відкрив стрілянину і вбив 2 осіб. Студенти та вчителі, які зустрічалися йому на шляху були вбиті. Коли кількість загиблих досягла 12, прибула поліція, після чого стрілець наклав на себе руки. При обшуку трупа була знайдена велика кількість набоїв.

## Перелік жертв
- Талег Мамедов (азерб. Məmmədov Taleh Tariyel oğlu)
- Аїна Ґурбанова (азерб. Qurbanova Ayna Abbasqulu qızı)
- Тамілла Азізова (азерб. Əzizova Tamilla Zülfüqar qızı)
- Юсіф Бандалієв (азерб. Bəndəliyev Yusif Telman oğlu)
- Раміз Абдулаєв (азерб. Abdullayev Ramiz Xəlil oğlu)
- Меджун Вагідов (азерб. Vahidov Məcnun Abdulvahid oğlu)
- Джейгун Асланов (азерб. Aslanov Ceyhun Sakit oğlu)
- Емін Абдулаєв (азерб. Abdullayev Emin İmaməli oğlu)
- Руслан Башов (азерб. Babaşov Ruslan Cəfər oğlu)
- Аяз Баг'іров (азерб. Bağırov Ayaz Cavanşir oğlu)
- Шафа Мамедова (азерб. Məmmədova Şəfa Afət qızı)
- Салаван Джаббаров (азерб. Cabbarov Savalan Allahverdi oğlu)

## Суд
У цій справі були арештовані три людини. Всі вони були засуджені до довічного ув'язнення.